# Szűcs Erika
Szűcs Erika Mária (Budapest, 1951. április 2. –) magyar közgazdász, politikus, országgyűlési képviselő, a második Gyurcsány-kormányban szociális és munkaügyi miniszterként tevékenykedett 2008. május 5-étől 2009. április 15-éig.

## Tanulmányai
A Marx Károly Közgazdaságtudományi Egyetem szerzett diplomát 1974-ben népgazdasági tervező-elemző szakon, majd posztgraduálisan szakközgazdászi oklevelet szerzett 1981-ben. Emellett abszolutóriumot szerzett a Miskolci Egyetem EU-szakértő képzésén.

## Üzleti pályafutása
Pártmegbízatásai után, 1989-ben átmegy a pénzügyi szektorba, ahol a Magyar Hitelbank Rt. miskolci fiókjának osztályvezetője lesz. 1993-tól az Agrobank Rt. miskolci igazgatóságának vezetője, majd 1996 és 1999 között az állami tulajdonú, miskolci székhelyű Rákóczi Regionális Fejlesztési Bank Rt. vezérigazgatója volt. Amikor a Rákóczi Bank 2000-ben tönkrement, rendőrségi nyomozás indult az ügyben és Szűcsöt is visszaélésekkel gyanúsították, de végül bizonyítékok hiányában megszüntették az eljárást ellene.
Később a Perfekt Rt. területi igazgatója 2000 és 2002 között. 2002 óta a Szerencsejáték Zrt. igazgatóságának tagja.

## Politikai pályafutása
1973-ban lépett be az MSZMP-be. 1974-től Borsod-Abaúj-Zemplén Megyei Állami Építőipari Vállalatnál dolgozott, ahonnan 1981-ben az MSZMP Miskolci Városi Bizottságába került, előbb mint munkatárs, majd mint gazdaságpolitikai titkár. 1989-ben az MSZP alapító tagja. 1994-ben először választották be az országos választmányba, amelynek 1996 és 1998 között, illetve 2004 óta alelnöke.
Az 1994-es önkormányzati választáson beválasztották a miskolci önkormányzatba, ahol 1998 és 2002 között frakcióvezető volt. 2002-ben Miskolc alpolgármesterévé nevezték ki.
1998-ban és 2002-ben országgyűlési képviselőjelölt volt, de nem nyert mandátumot. 2004-ben Gurmai Zita európai parlamenti képviselővé történt megválasztását követően Szűcs Erikát hívta be az MSZP az Országgyűlésbe a megüresedett mandátumra. 2006-ban pártja országos listájáról újra bejutott az Országgyűlésbe. Parlamenti működése során tagja volt a szociális, az európai ügyek és költségvetési bizottságnak.
2007-től tagja az Európai Unió Régiók Bizottságának.
2008-ban, az SZDSZ koalícióból történt kiválása utáni kormányátalakítás során Gyurcsány Ferenc miniszterelnök őt jelölte új szociális és munkaügyi miniszternek. Hivatali esküjét 2008. május 5-én tette le. 2008 szeptemberében háromszor is leszavazták, amire a rendszerváltozás óta az Országgyűlésben még nem volt példa. A Fidesz a miniszter lemondását követelte, de Gyurcsány Ferenc miniszterelnök válaszában úgy fogalmazott, hogy Szűcs a bizalmát élvezi. 2009 áprilisában a Gyurcsány-kormány távozásával miniszteri megbízatása megszűnt. A 2010-es országgyűlési választáson ismét az MSZP országos listájáról nyert mandátumot.
2010 végén csatlakozott a Gyurcsány Ferenc által életre hívott Demokratikus Koalíció Platformhoz, melynek elnökségi tagja lett. Mikor 2011. október 22-én a platform Demokratikus Koalíció néven önálló párttá alakult, az új formációhoz is csatlakozott, emiatt kilépett az MSZP-ből, illetve annak parlamenti frakciójából is, és csatlakozott a DK alakuló új frakciójához.

## Családja
Férjezett, egy fiúgyermek és egy lánygyermek édesanyja.

## Külső hivatkozások
- Szűcs Erika országgyűlési adatlapja
- Életrajz a Szociális és Munkaügyi Minisztérium honlapján
- Szűcs Erika életrajza az MSZP honlapján